# Club di gangsters
Club di gangsters (No Road Back) è un film del 1957 diretto da Montgomery Tully, con protagonisti Skip Homeier e Paul Carpenter.

## Trama
Una donna cieca e sorda dedica la sua vita e i suoi sacrifici per suo figlio, un buono a nulla, piantagrane che si confonde con una banda criminale che proverà ad incastrarlo per una rapina.